# Eduardo Rodríguez Larreta
Eduardo Rodríguez Larreta Arocena (11 dicembre 1888 – 15 agosto 1973) è stato un avvocato, giornalista e politico uruguaiano.
Esponente del Partito Nazionale, ricoprì la carica di Ministro degli Affari Esteri nel governo di Juan José de Amézaga dal 4 ottobre 1945 al 1º marzo 1947.

## Premi
- Premio Maria Moors Cabot: 1949[1]